# Thương gia

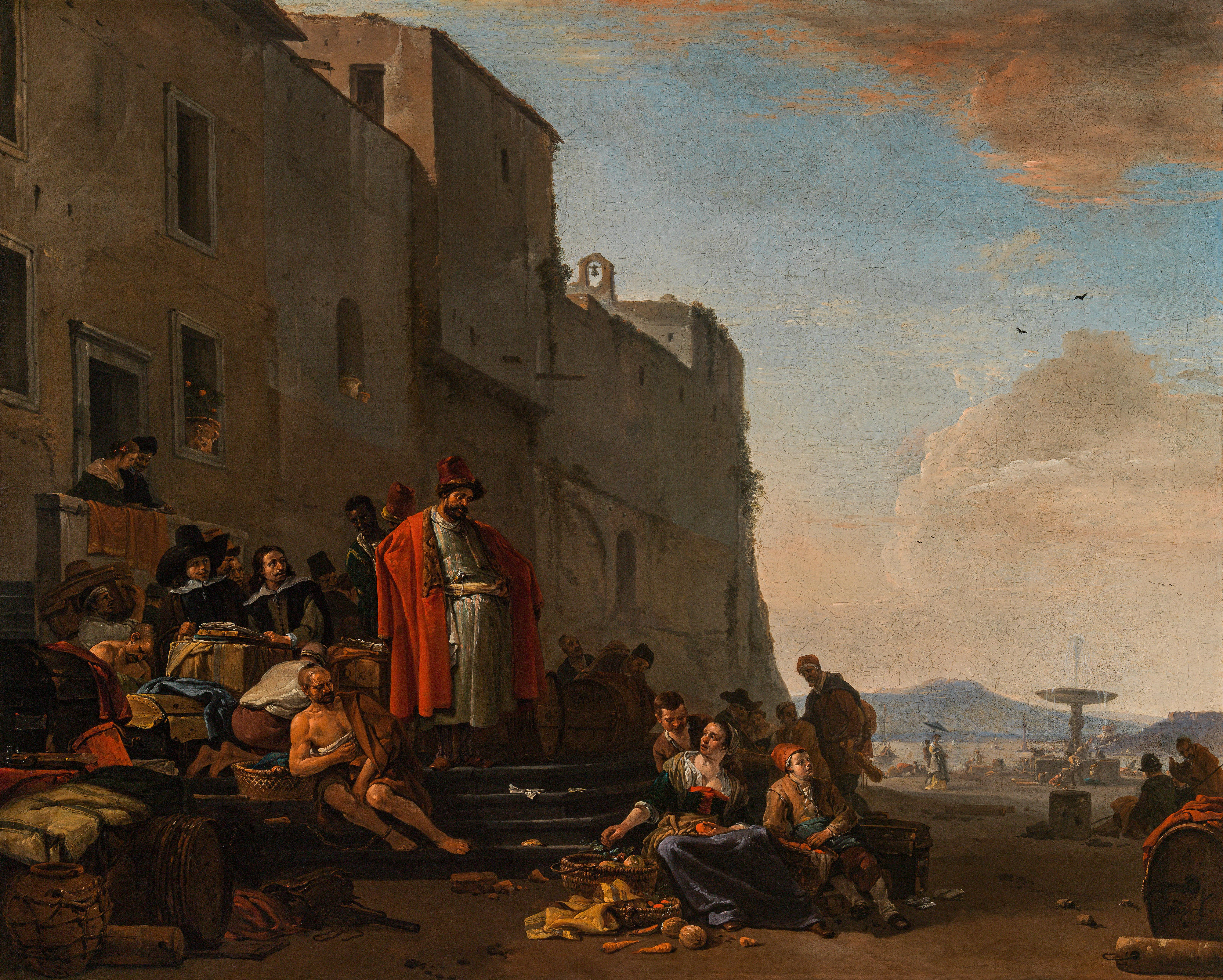
Các thương nhân từ Hà Lan và Trung Đông đang giao dịch.

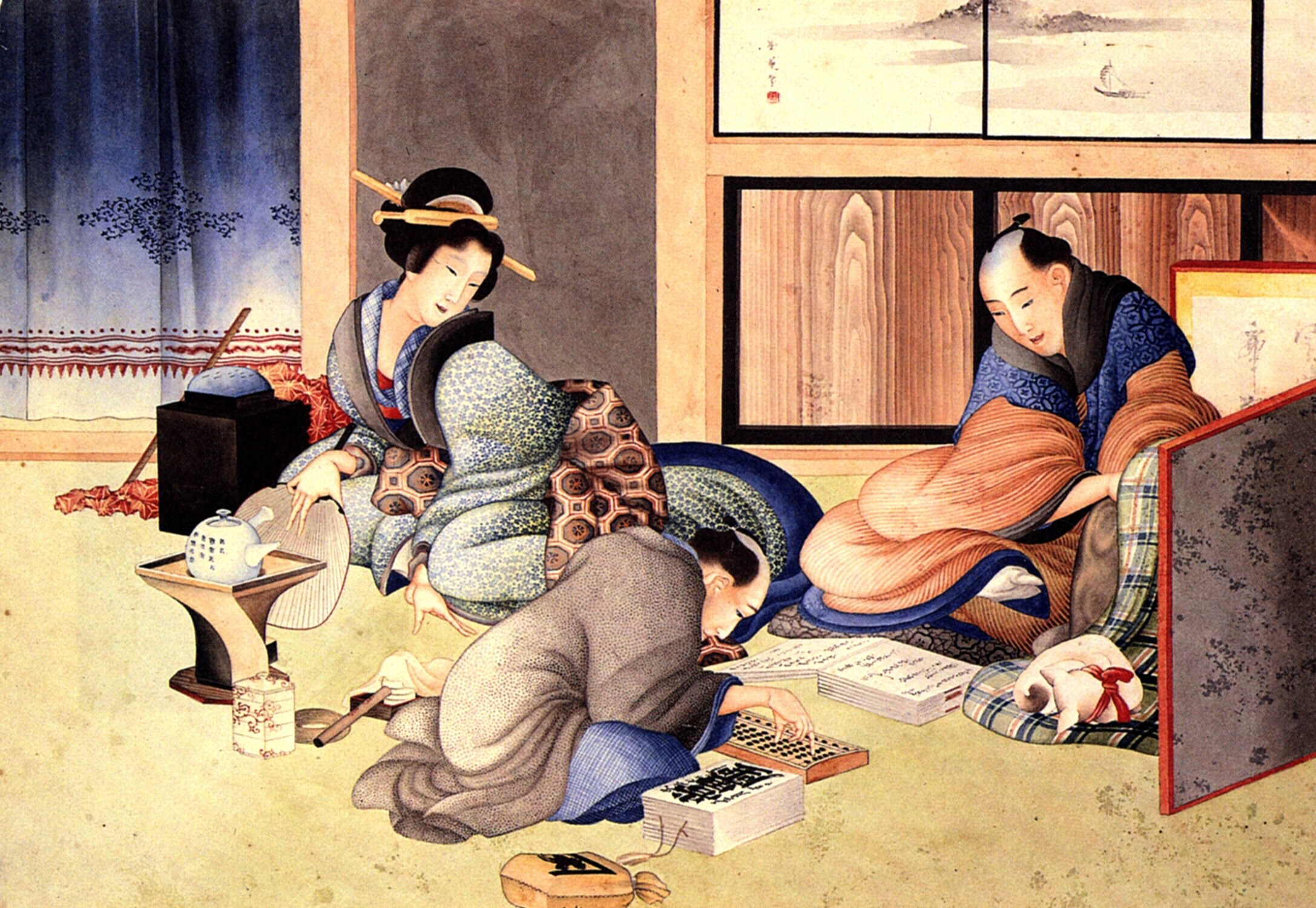
Bức tranh Một thương gia đang bổ sung sổ sách của Katsushika Hokusai.

Một thương gia hay thương nhân (trước đây còn gọi là nhà buôn) là người kinh doanh các giao dịch hàng hóa được sản xuất bởi những người khác để kiếm lợi nhuận. Thương gia trong từ thông dụng, cùng nghĩa với thương nhân, thương buôn, doanh nhân, thương lái, lái buôn. Tuy nhiên, nhiều người cho rằng thương gia là người hoạt động buôn bán, trong ngành thương mại.
Hàng không Việt Nam cũng dùng thuật ngữ Hạng thương gia để chỉ hạng ghế đặc biệt trên máy bay của họ (Business Class). Xét suốt chiều dài lịch sử, từ thương gia lại có sớm hơn từ doanh nhân; để chỉ một tầng lớp làm nghề buôn bán (trong "sĩ nông công thương").
Theo điều 6, mục 1 Luật Thương mại số 36/2005/QH11 ngày 14 tháng 6 năm 2005 của Quốc hội nước Cộng hòa Xã hội Chủ nghĩa Việt Nam quy định: "Thương nhân bao gồm tổ chức kinh tế được thành lập hợp pháp, cá nhân hoạt động thương mại một cách độc lập, thường xuyên và có đăng ký kinh doanh."  Theo đó thương nhân được hiểu là mọi thành phần, mọi cá nhân được thành lập trong xã hội nếu có giấy phép kinh doanh hợp pháp.
Thương gia có hai loại:
1. Thương gia bán sỉ hoạt động trong dây chuyền giữa thương gia mua và bán. Một số thương gia bán sỉ chỉ tổ chức điều phối hàng hơn là vận chuyển hàng.
2. Thương gia bán lẻ hoặc người bán lẻ, bán hàng hóa tới người tiêu dùng. Người chủ cửa hàng là một thương gia bán lẻ.